# Tête baissée
Pour plus de détails, voir Fiche technique et Distribution.
Tête baissée est un thriller dramatique franco-belgo-bulgare réalisé par Kamen Kalev et sorti en 2015.

## Synopsis
Samy est un jeune repris de justice français. Accusé de trafic de fausse monnaie entre la France et la Bulgarie, il accepte de devenir informateur pour la police française et infiltre la mafia bulgare du proxénétisme. Pour rentrer dans le réseau, il enlève Elka, une jeune prostituée mineure d'origine tsigane à Marseille. Il veut s'en servir pour remonter une filière qu'il connaît mal. Peu à peu, il tombe amoureux d'elle. Pris dans un étau entre son marché avec la police et les mafieux bulgares, il devient par la force des choses un vrai proxénète et se rend compte qu'il a perdu un bien précieux : sa dignité.

## Fiche technique
- Titre : Tête baissée
- Réalisation : Kamen Kalev
- Scénario : Kamen Kalev et Emmanuel Courcol
- Musique : Raf Keunen et Kayolan Dimitrov
- Montage : Xavier Sirven
- Photographie : Julian Atanassov
- Décors : Severina Stoyanova
- Costumes : Kristina Tomova et Velika Prahova
- Producteur : John Engel, Kamen Kalev et Elitza Katzarska
  - Producteur délégué : Jean Labadie et Anne-Laure Labadie
- Production : Le Pacte, Cinémage 8
- Distribution : Le Pacte
- Pays :  Bulgarie,  France et  Belgique
- Durée : 104 minutes
- Genre : thriller dramatique
- Date de sortie : 
  - France : 14 octobre 2015

## Distribution
- Melvil Poupaud : Samy
- Seher Nebieva : Elka
- Lidia Koleva : Snejana
- Sunai Siuleiman : Uhoto
- Aylin Yay : Yanne
- Atanas Asenov : Canko
- Youssef Hajdi : Driss
- Hocine Choutri : Kader
- Johan Carlsson : Brian
- Nadejda Ilieva : Lidiya